# Тауно Кангро
Тауно Кангро (ест. Tauno Kangro, нар. 25 травня 1966, Таллін) — естонський скульптор та художник. Член Спілки художників Естонії (1994).

## Життєпис
1984 року закінчив середню школу № 20 у Таллінні.
Щоб уникнути призову до армії та можливого потрапляння на Афганську війну, вступив до Талліннської технічної школи на спеціальність «гончар-муляр». Від виконання військового обов'язку міг би врятувати Художній інститут, але вступу туди перешкоджало недостатнє вміння малювати: у скульптурній студії Таллінського будинку піонерів (нині — Центр за інтересами «Кулло» в таллінському парку Левенру), куди підлітком ходив Тауно, малювати не навчали. Однак саме тоді прийнято рішення ліквідувати технічні школи, прирівнявши їх до професійних училищ. Це означало, що юнаки, які навчалися в технічних школах, і серед них — Тауно, стали потенційними призовниками військового комісаріату. На медичній комісії останною його оглядала лікарка-психіатриня Пальвар, яка запитала, хоче він іти в армію чи ні. Він відповів, що не хоче, а на запитання: «Чого ж ти тоді хочеш?» розповів про мрію вступити до художнього інституту та створювати великі бронзові та гранітні скульптури. Після цього лікарка визнала його психічно непридатним до військової служби, стверджуючи, що якщо людині типу Тауно дати в руки зброю, він застрелить якогось товариша по службі. Пізніше з'ясувалося, що Пальвар запропонувала свої послуги військовому комісаріату саме для того, щоб рятувати від військової служби хлопців із творчими задатками.
Від 1976 до 1984 року навчався в скульптурній майстерні художника Калью Рейтеля в Таллінні, потім, від 1986 до 1993 року, на відділенні скульптури в Естонській академії мистецтв.
Від 1992 до 1999 року викладав малювання в 32-й середній школі в Таллінні та в Колегії освіти Старого міста.
У своїх творах скульптор використовує багато каменю і металу, за його словами, в них криється неймовірно могутня сила, і йому цей матеріал особливо близький як найправильніший матеріал для втілення персонажів естонських епосів, а також міфічних і магічних персонажів.
Наприкінці травня 2016 року відзначив своє п'ятдесятиріччя великою виставкою «Могутня сила каміння та металів» на площі Вабадузі в Таллінні. Спеціально для цієї події було збудовано величезний скляний павільйон з люстрами та червоною доріжкою. Місце проведення виставки обрано невипадково: Тауно Кангро подобається архітектура площі Вабадузе, і для нього був важливим той факт, що епос Естонії Калевіпоеґ «оратиме на цьому полі». Частину експозиції було виставлено в церкві Яані, де можна було ознайомитися з релігійними персонажами скульптора. На думку Кангро, якщо балерини в п'ятдесятирічному віці вже давно на пенсії, то художник на той час лише дозрів і попереду, в плані творчості, ще багато треба встигнути.
Займається меценатством. За спонсорську діяльність 2011 року нагороджено подячною грамотою Таллінна та титулом «Багатолітній спонсор».
Був членом Центристської партії Естонії від травня 2006 року до квітня 2012 року. 26 квітня 2012 року на естонському порталі Дельфі опубліковано статтю Мадіса Юргена, в інтерв'ю якому Тауно Кангро розповів, що вступив до Центристської партії під тиском тодішнього голови міських зборів Таллінна Ельмара Сеппа, погрозами позбавлення квартири й майстерні в Старому місті й обіцянками отримувати всебічну допомогу у своїх починаннях, якщо він стане членом партії (на момент інтерв'ю Ельмар Сепп уже відбував тюремне покарання). Заяву про вступ до партії Тауно Кангро писав з важкою душею і після виходу з партії вважає себе не менш винним у ситуації, що склалася, ніж Ельмар Сепп.
2007 року створив підприємство з виконання замовлень на виготовлення скульптурних творів — пайове товариство „SkulptuuriGalerii OÜ“. Підприємство, на якому працюють 15 осіб, має навчальний клас, студію, майстерні, галерею-салон і великий виставковий зал. Замовлення в бронзі розміщуються на заводі під Таллінном, граніт зазвичай закуповують у Фінляндії.
Двічі одружений. Має шість дітей: п'ять дочок (троє від першої дружини) та сина. Друга дружина, Яна, в лютому 2004 року народила Тауно двійнят: хлопчика й дівчинку. Дочку Хелелійз скульптор уперше побачив 2008 року, коли дівчинці було 12 років. Вона з мамою, вчителькою малювання, жила у Виру. Наразі доросла донька працює з батьком в одному ательє.
Також малює пастеллю. Персонажі його малюнків — оголені моделі та різні тварини.
Гротескно-наївістічна творчість Тауно Кангро має як шанувальників, так і хулителів. Зокрема, естонська художня критикиня Марі Картау відгукнулася про його скульптури так: „Багато з них дуже потворні, і що вони більші, то потворніші“.
Тауно любить квіти і, за його словами, дарує їх жінкам щодня, а не лише 8 березня. У будинку скульптора велика колекція кактусів, які один із друзів дарує йому на кожен день народження. Не любить Тауно тільки лілії через їх сильний запах і червоні гвоздики.
Візуальною „візитною карткою“ скульптора став його одяг: він постійно ходить у шкіряному бежево-рудому або темно-коричневому сюртуку та шкіряному береті. Сам Тауно на запитання, чому він так одягається, відповів: Чому б і ні? Стилізація під народний одяг. Це моє щоденне вбрання, і воно добре працює на імідж і добре чиститься. У мене таких десять штук».

## Відомі роботи
- 1992 — скульптура «Носоріг» (фоє страхової компанії ERGO, Таллінн)[14]
- 1995 — скульптурна композиція «Відпочивальник» (Тоомпарк[et], Таллінн)[15]
- 2001 — скульптура «Дух гарного міста» (Йигева, Будинок культури)
- 2002 — скульптурна композиція «Великий Тилль і Пірет здобули гарний улов» (острів Сааремаа, Естонія)[16]
- 2002 — скульптура «Бик» (Раквере)[17]
- 2002 — скульптура «Задумливий чоловік» (Мянніпарк, Мустамяє, Таллінн)[18]
- 2002 — скульптури «Мить до поцілунку» і «Мить після поцілунку» (Мусімягі[ru], Таллінн, встановлені 2007 року)
- 2005 — скульптура «Мустамяєська красуня» (Мустамяє, Таллінн)
- 2005 — барельєф Фердинанда Вейке[ru], творця та художнього керівника Естонського державного лялькового та молодіжного театру «NUKU» (вулиця Лай 1/3, Таллінн)
- 2006 — скульптурна композиція «Калевіпоеґ-орач» (парк Сипрузе, Пилтсамаа, Естонія)[19]
- 2010 — скульптура «Щасливий сажотрус» (площа Кар'явярава[ru], Таллінн)[20][21]
- 2011 — скульптура «Корова» (вулиця Віру[ru], 22, біля ресторану «GoodwiN»)[22]. Інший варіант «Корови», біля ресторану «GoodwiN Steak House», міститься в Гельсінкі[23]
- 2011 — пам'ятник Кіхну Йинну[et] (яхтклуб Пярну)
- 2014 — меморіальна дошка «Балтійський ланцюг» (Айса 39, Пярну)[24]
- 2015 — скульптура «Домовий Юссь» (торговий центр «Viimsi», Віймсі)[25]
- 2015 — «Маардуські закохані», Маарду[26]

Богатир Суур Тилль (Великий Тилль) — один із символів естонського острова Сааремаа. Про нього складено безліч легенд. Вважається, що сам острів Сааремаа — це тіло богатиря, а острів Муху — голова, яку богатир втратив у сутичці з нечистим велетнем Вана-Паганом. Скульптура, розташована перед спа-готелем «Мері», зображує Великого Тилля та його дружину Пірет. Переказ свідчить, що земля сааремааського півострова Сирве була мила Тиллю, через неї лежала найкоротша знайдена ним дорога до острова Рухну, де він мав капустяний город. І коли дружина Тилля Пірет розводила вогонь під казаном, Тіль йшов на морську дорогу і за півгодини встигав туди й назад, приносячи Пірет капусту саме до моменту, коли починала закипати вода.
Скульптура бика, встановлена на пагорбі Валлімягі недалеко від замку над Раквере 2002 року на 700-річчя міста, стала його символом. Бик стоїть на великому постаменті, на якому вигравірувано імена, тих, хто допомагали в цьому витратному проекті, і герб Раквере. Місце обрано невипадково: згідно з легендою, тут колись упала голова бика, і давні ести назвали це місце Тарвасом, що означало «голова тура». За іншою народною легендою, потирання статевих ознак найбільшої скульптури тварини в Балтії обіцяє тому, хто тре, статеве здоров'я. Довжина бика — 7,1 метра, висота — 3,5 метра (з гранітною основою — 5 метрів). Відстань між рогами — 3,4 метра. Вага приблизно 7000 кг. Це найбільша статуя тварини в балтійських країнах.
У скульптурі «Корова» Тауно Кангро вирішив увічнити найпопулярнішу в Австралії породу Абердін-ангус, чиїх родичів у «австралійському» ресторані поряд з апетитом і поїдають.

На території пярнуського яхтклубу стоїть пам'ятник легендарному капітанові Кіхну Йинну. Історія його така. 1848 року на естонському острові Кіхну в селі Роотсікюла народився Енн Уетоа, прозваний Кіхну Йиннем. Хлопчик з дитинства дружив з морем і з простого хлопця з крихітного острова став справжнім морським вовком. Уся його освіта — три дні в морській школі Палдіскі, посвідчення капітана отримав як практик, що має великий досвід безаварійного плавання морем. Йинн брався вести найвутіліші судна в найвідчайдушніші шторми, і успіх завжди супроводжував його. «Якщо судно хороше, то й море гарчатиме під його кілем», — казав капітан (це висловлювання Тауно Кангро вигравіював на пам'ятнику Кіхну Йинну в Пярну). Юхан Смуул написав про цього капітана книгу, а Юрі Ярвет зіграв роль Дикого капітана в однойменному фільмі (1971). Могила капітана розташована на єдиному цвинтарі острова Кіхну. Капітан загинув у бурю 19 листопада 1913 року біля берегів Данії. Його останки повернулися на батьківщину лише 1992 року.
Меморіальну дошку, присвячену «Балтійському ланцюгу», відкрито в 25-ті роковини (2014 рік) однієї з найвизначніших подій періоду боротьби за відновлення державної незалежності Естонії в Пярну на вулиці Айса, 39, де народилася ідея її проведення. Акція «Балтійський шлях», у ході якого було утворено живий ланцюг людей від Таллінна через Ригу до Вільнюса, проводилася на згадку про підписаний на той час 50 років тому договір між СРСР і гітлерівської Німеччиною, який прирікав на поглинання Радянським Союзом і три балтійські держави. Це найбільша з акцій із будь-коли проведених спільно трьома народами, і взагалі найбільша акція мирного протесту в історії Європи. Її включено до програми Пам'яті світу ЮНЕСКО.
У липні 2015 року, у день святкування свого 35-річчя, маленьке містечко поруч із Таллінном Маарду заявило про себе як про місто, де є місце романтиці. Виявляється, у цих краях були свої «Ромео і Джульєтта», з якими пов'язана легенда про заснування мизи Маарду. Кульмінацією свята стало відкриття у місті бронзової скульптури маардуським закоханим, яку створив Тауно Кангро. Кажуть, що колись молодих спробувала розлучити баронеса, яка оселилася на мизі біля озера Маарду, але безуспішно.
У мініатюрному вигляді роботи Кангро можна побачити в його міській майстерні, а великі форми або, як каже сам Тауно, пам'ятники зберігаються в його заміському будинку (Гранітній віллі) в Лайтсе. Великі приміщення Гранітної вілли слугують не лише домом скульптору та його сім'ї. Тут розташована майстерня, а частина приміщень другого поверху слугують гостьовими кімнатами. Більшість першого поверху займає хол, обвішаний картинами і малими формами (скульптури невеликого розміру) майстра. У великому холі часто відбуваються концерти різних виконавців, побувати на яких може будь-хто.
Кангро виготовив три мечі з руків'ями з дуба, який посадив у Таллінні Петро I, один з них — спеціально для Санкт-Петербурга — подарував Валентині Матвієнко. За задумом автора, меч з іменами всіх градоначальників Північної столиці за три століття на клинку має стати символом мудрого управління Санкт-Петербургом і передаватися наступним губернаторам.

## Виставки
Від 1992 року в Тауно Кангро відбулося 26 персональних виставок на батьківщині та 33 за кордоном, зокрема у Фінляндії, Австрії, Бельгії, Голландії, Литві, Латвії, Норвегії, Франції, Швеції, Німеччині, Данії, Китаї, Польщі, Білорусі та Росії. Він також брав участь у двадцяти одній спільній виставці.

## Висловлювання
- «Я не страждаю манією величі і не вважаю, що цінність роботи залежить від її розміру, просто кожен художник має свій формат. І мій формат великий: я монументаліст за духом»[1].
- «Нічого не вдієш: якщо ти замовиш у Кангро сім метрів, отримаєш усі дванадцять»[1].
- «Дві цінні навички, які я маю, це здатність працювати і здатність обирати друзів»[1].
- «Кожна людина має вміти справлятися із собою. Якщо він не може впоратися з собою — це чи його провина, чи є реальна причина: війна, лінощі, пияцтво. Одна з причин, чому митці не можуть справлятися із собою — це заздрість та гіркота. Горілка та таблетки не допоможуть. Я запропонував би ставитися до життя позитивно»[30].
- «У кожній професії є озлоблені люди. Безперечно, відсоток самогубств та емоційного перегорання серед художників один із найвищих… Художник завжди сумнівається у собі. Художник завжди має шукати свій власний шлях. Це дуже нервовий та нестабільний фах»[30].
- «Я, загалом, люблю всі квіти, але я не прихильник цих букетів, які загортають у барвистий папір. Вони, кажуть, подобаються лише росіянам та п'яним фінам»[12].
- «У мене трохи болить серце за „Щасливого сажотруса“ — він надто малий. Зріст сажотруса 1 метр 17 сантиметрів. І горбок, зроблений під ним, теж занадто малий»[31].
- «Отрутно-червоний ніс і блазнівське набрякле обличчя з гарними формами. А якщо серйозно — треба подумати…» (відповідь на запитання естонського журналіста, чи зробив би він скульптуру Єльцина, якби йому її замовили)[31].
- Про Монумент Перемоги у Визвольній війні: «У мене був абсолютно готовий ескіз — „Джерело Свободи“, що починається на гірці Хар'ю, і з двох боків люди, як у Балтійському ланцюзі. Але він не відповідав умовам конкурсу. А щодо цього скляного хреста, то я міг би зробити те саме вп'ятеро дешевше з чорного граніту. Доставив би з Фінляндії чорний граніт, відполірував — і він стояв би вічно»[31].
- «Свинки дуже гарні, тому що можна грати з формами та вкладати емоції в скульптуру. Цікаво, що люди впізнають себе в кумедних свинках та ототожнюють себе з цими тваринами. Проходять, зупиняються та кажуть: „Ой, ось це я“»[13].
- «Церетелі — не російський художник, він адепт, я б сказав, агресивного грузинсько-єврейського стилю… Але 95 % скульптур, що я бачу в Москві, — його. Я у Тбілісі згоден бачити його стиль, але не в Росії … Церетелі продав душу»[13].
- «Любов до дитини починається не в той момент, коли вона народжується, а коли вона ще в животі у майбутньої матері, і дуже приємно спостерігати це ставлення, цей контакт»[32].

## Історія «Калевіпоеґа, що повертається додому»
Найбільша бронзова скульптура в Балтії — статуя Калевіпоеґа заввишки 21 метр — мала з'явитися в Талліннській затоці в другій половині 2009 року. Місто вирішило звести скульптуру Калевіпоеґа ще 2005 року, а 26 січня 2007 року на конкурсі ідей для цього проєкту перемогла робота Тауно Кангро «Калевіпоеґ повертається додому». За словами комісії, інші дві роботи, подані на конкурс, не відповідали умовам конкурсу. У результаті комісія вирішила не вручати призу за перше місце у розмірі ста тисяч крон. За роботу «Калевіпоеґ повертається додому» Кангро нагороджено призом за друге місце у розмірі 70 тисяч естонських крон.
Кангро тоді зазначив, що для створення скульптури йому знадобиться щонайменше три роки. Монумент планувалося звести на пагорбі Маар'ямяе, навпроти замку Орлова (збудований 1874 року з волі графа Анатолія Володимировича Орлова-Давидова). Надводну частину статуї, за яку відповідав сам скульптор, 2009 року оцінювали в 53 млн естонських крон (приблизно 340 тисяч євро), а вартість усього проєкту була взагалі невідома. Для вирішення питань, пов'язаних зі створенням скульптури, Тауно Кангро створив неприбуткове об'єднання «Калевіпоеґ повертається додому» (MTÜ «Kalevipoja kojutulek»).
Проте проєкт установлення скульптури завмер на довгі роки. Довгий час було незрозуміло, звідки прийдуть гроші на те, щоб установити в затоці величезну фігуру Калевіпоеґа, що тримає в руках човен з людьми. Крім того, відразу після оголошення результатів конкурсу, боротьбу проти встановлення в Балтійській затоці «Калевіпоеґа» Кангро розпочали митці, стверджуючи, що скульптура в художньому сенсі погана і не годиться для міського контексту.
За словами скульптора Яака Соанса, створений Тауно Кангро Калевіпоеґ — безногий національний герой, який принижено схиляє коліна перед меморіалом радянським воїнам.
«Автор Тауно Кангро в неодноразових виступах говорив про Калевіпоеґа, що стоїть по коліно в морі, який повертається додому і несе своєму народові щастя. На жаль, упущено той факт, що Калевіпоеґ, здійснений за нинішніми планами, ніколи не дістанеться ні до дому, ні до берега, оскільки він забетонований у морське дно — іншими словами, назавжди залишиться бранцем моря, вітрів і льоду, — написав Яак Соанс у газеті „Еесті Пяевалехт“. — Кангро вважає, що Калевіпоеґ повернувся з навколосвітньої подорожі додому (згідно з епосом, йдеться про подорож на край світу) і привіз із собою людей із інших країн — не думаю, що це китайці чи негри, скоріше, закордонні естонці. Насправді, ці до смерті злякані люди перебувають у нього на колінах у якомусь соуснику, що нагадує човен».
«Для страху є привід, оскільки Калевіпоеґ, зігнутий і схилений, з поглядом, спрямованим у землю, несе їх як данину прямо до меморіалу Маар'ямяе, ніби приносячи їх у жертву героїчним російським солдатам, окупантам, від яких колись утікали зарубіжні естонці, яких Калевіпоеґ силою тягне тепер назад», — сказав Яак Соанс.
Багато городян також не підтримали ні похмурого, грубо обтесаного проєкту Кангро, ні самої ідеї багатометрової фігури, що вивищується в морі.
Навесні 2016 року MTÜ «Kalevipoja kojutulek» представив Департаменту технічного нагляду офіційне клопотання про зведення монументальної скульптури, з якого випливало, що у співпраці з містом Таллінном в Талліннській затоці, за 100 м від берега, планується встановити скульптуру Калевіпоеґа висотою 23,6 м разом із льодовими загородженнями, що відносяться до неї, і морським електрокабелем. Глибина моря в місці передбачуваного встановлення близько метра і передбачалося, що люди можуть підійти до скульптури по воді. У клопотанні Кангро зазначив, що доля скульптури вирішується вже 19 з половиною років, і що за цей час технології вдосконалилися, і тепер можна зробити скульптуру легшою та міцнішою — із двокомпонентного поліуретану, покритого металом.
Рада Департаменту технічного нагляду проголосувала проти проєкту. До цього проти висловилися також Таллінський департамент міського планування, Департамент охорони пам'яток історії та культури та Таллінський департамент культури.

## Галерея

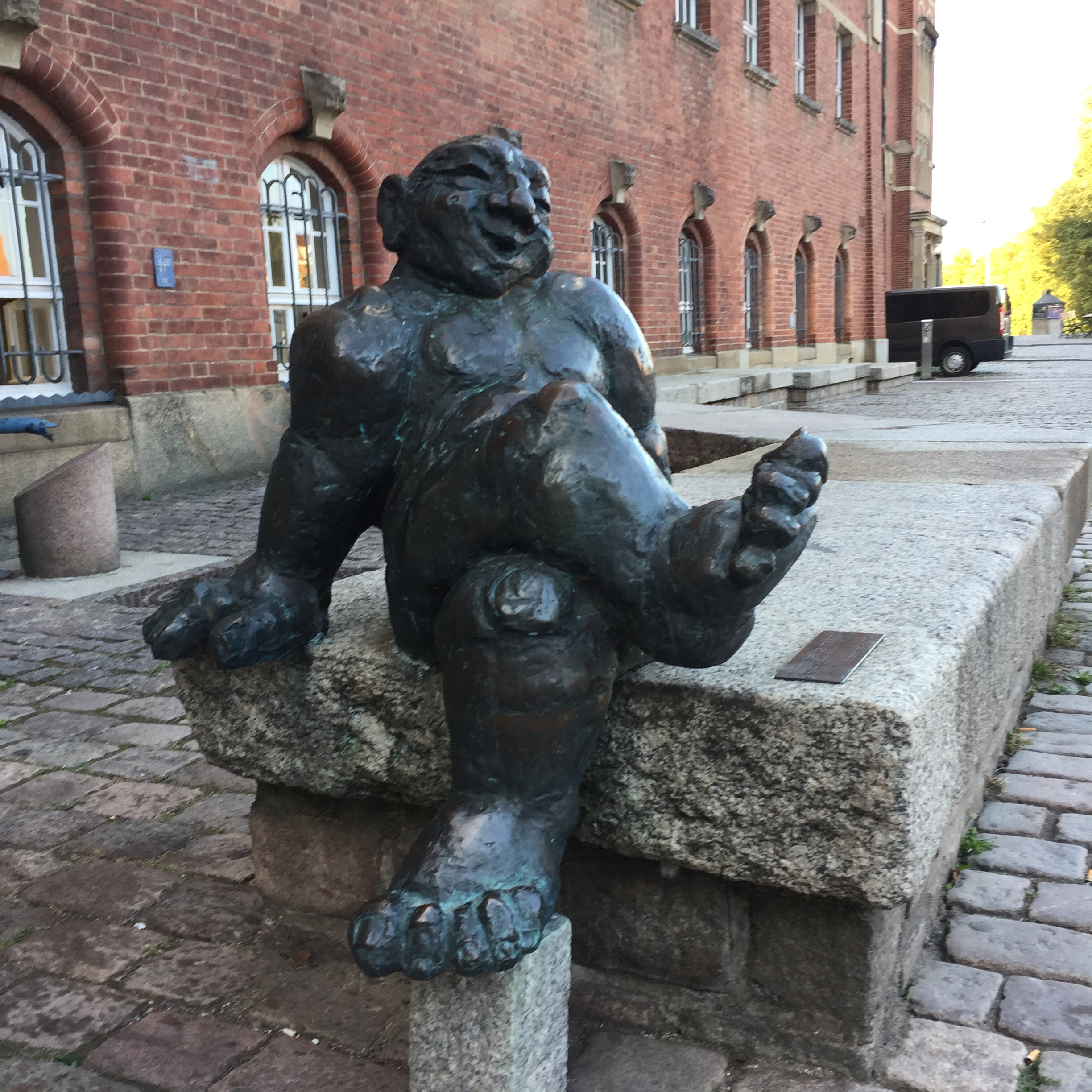
Добрий домовик